# Орел (Роздільнянський район)
Оре́л — село в Україні, у Великоплосківській сільській громаді Роздільнянського району Одеської області. Населення становить 142 осіб.
До 17 липня 2020 року було підпорядковане Великомихайлівському району, який був ліквідований.

## Населення
Згідно з переписом 1989 року населення села становило 142 особи, з яких 67 чоловіків та 75 жінок.
За переписом населення 2001 року в селі мешкала 141 особа.

### Мова
Розподіл населення за рідною мовою за даними перепису 2001 року:
| Мова       | Відсоток |
| ---------- | -------- |
| російська  | 88,03 %  |
| українська | 9,15 %   |
| молдовська | 2,11 %   |